# Spargania illustrata
Spargania illustrata là một loài bướm đêm trong họ Geometridae.